# Smedslättens gård

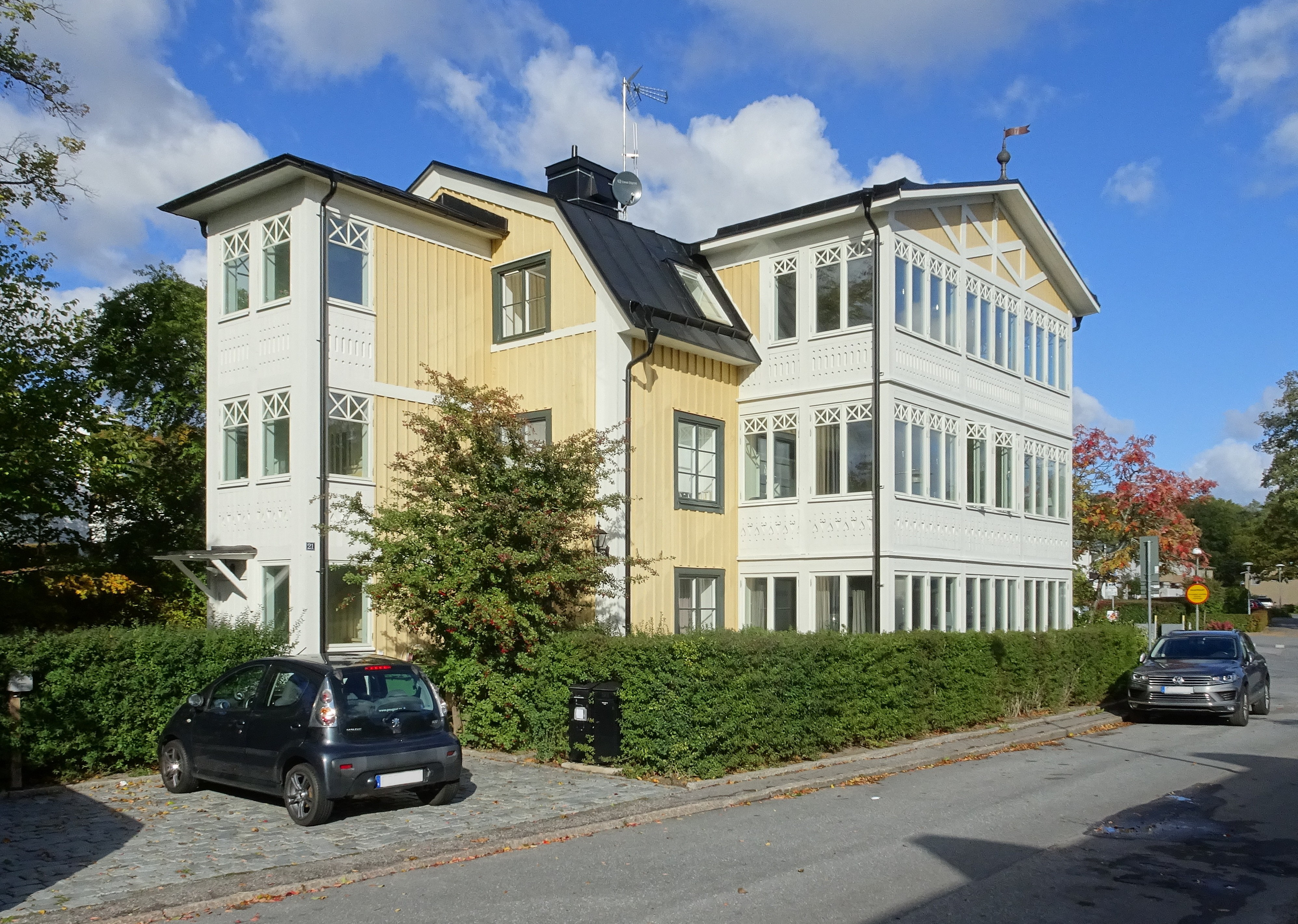
Huvudbyggnaden från 1800-talets början har byggts om ett flertal gånger, senast år 2012. Fasad mot sydväst i oktober 2018.

Smedslättens gård är en herrgård och ett tidigare säteri i sydöstra delen av stadsdelen Smedslätten i Bromma socken i västra Stockholms kommun. I dag ligger Smedslättens gård mitt i ett radhusområde, på Skogsfrugränd 21. Av gården, med anor från 1700-talet, finns idag bara huvudbyggnaden från 1800-talets första decennium kvar, medan övriga byggnader har rivits. Den kvarvarande huvudbyggnaden är en sista rest av en större lantbruksegendom på vars mark stora delar av dagens Smedslätten växte fram. Byggnaden har även ett visst personhistoriskt intresse då den under lång tid var sommarnöje för den framstående filantropen Magna Sunnerdahl. 
Fastigheten är grönklassad i Stadsmuseets kulturhistoriska klassificering vilket innebär att huset är särskilt värdefull från historisk, kulturhistorisk och miljömässig synpunkt. Uttrycket "Smedslättens Gård" används idag också för att referera till området runt gården, huvudsakligen radhusen på Skogsfrugränd och Strömkarlsvägen.

## Historik

### Övre Smedslätten och Nedre Smedslätten

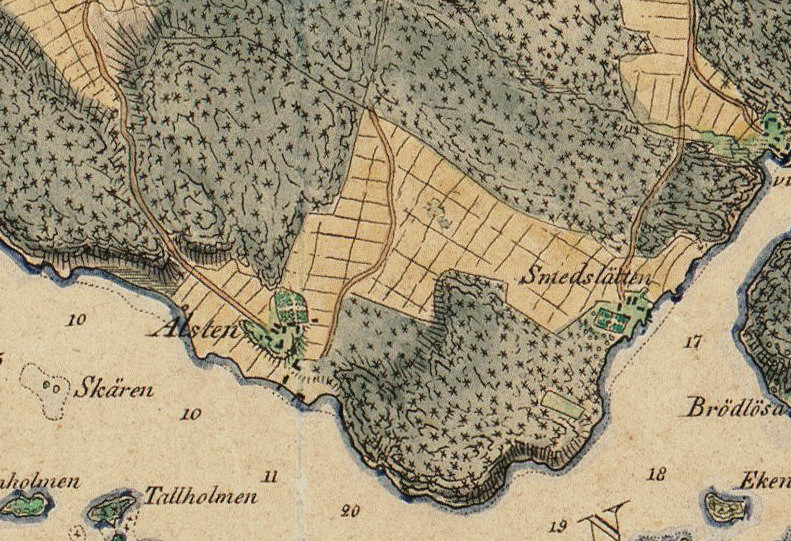
Ålsten och Smedslätten 1817.

På 1700-talet fanns här de två torpen i Smedslätten (Smislätten eller Smeslättan), Övre Smedslätten och Nedre Smedslätten. Övre Smedslätten var ett dagsverkstorp som låg på Åkeshofs (Ålstens) ägor strax intill ägogränsen mot Ulvsunda. Det omtalas i husförhörslängder 1779-1807 och finns med på kartor från 1743 och 1789. Det låg här till början av 1800-talet. Ett intressant dokument är ett arrendekontrakt daterat den 27 augusti 1818 mellan generallöjtnant, friherre David Henrik Stierncrona (1786-1845) och änkefru Anna Margareta Lundberg, som redan då arrenderade Nedre Smedslätten. Kontraktet innebar sannolikt en förlängning av tidigare arrende. David Henrik Stierncrona var ägare av Åkeshovs fideikommiss. Enligt detta arrenderar fru Lundberg torpet av Stierncrona till år 1853. Torpet anses ha legat vid nuvarande Smedslättens tennisbanor.
Nedre Smedslätten hörde till Ulvsunda och låg på den nuvarande gårdens plats. På 1743 års karta kallas torpet Nedre Smislätten, "vilket är ett under Ålsten lydande torp, beläget nära gränsen mellan Ålsten och Ulvsunda". Det låg i närheten av tennisbanorna. Efter omkring 1818 hette det bara Smedslätten. Torpet omnämns första gången i 1710 års jordebok över Ulvsunda. Det var från början dagsverkstorp under Ulvsunda och omtalas i husförshörslängder från 1779-1807 och finns på kartor från 1743 och 1789 och även senare. I Stierncronas arkiv (SA), David Henrik Stierncrona (1786-1845) finns följande notering från 1818: David Stierncrona bortarrenderar till enkefru Lundberg, född Schmidt, mitt under Åkeshof lydande torp Smedslätten på 34 år till 1853, då det skall återlämnas till Åkeshof. Detta Smedslätten hittar man sedan varken på kartor eller i mantalslängder.
Sammanlagt sex torpare eller drängar med familjer har bebott torpet fram till 1798, enligt husförhörslängden 1779-1807. Sista anteckningen är från 1807 som säger att Smedslätten ägdes af hattmakarenkan Lundberg. I skrivningen stod det ofta äga, men man menar arrendera. I början av 1800-talet arrenderades åtminstone Nedre Smedslätten, och möjligen även Öfvre Smedslätten, av hattmakaränkan Anna Margareta Lundberg. Hennes make hade lämnat en ansenlig förmögenhet efter sig i arv och 1810 övertog hon, enligt det bevarade lagfartsprotokollet, slutligen Nedre Smedslätten med tillhörande markområde på ungefär 11 tunnland av ägaren till Ulvsunda, medan hon fortsatte att arrendera Övre Smedslätten. Senare utökades egendom genom ytterligare köp. Från och med den här tiden fungerade Smedslätten huvudsakligen som sommarbostad för ägarna som hade sin permanenta bostad inne i Stockholm. Lantbruket drevs av drängar och pigor men arrenderades också ut under vissa perioder.

### Gården under Anna Margareta Lundberg

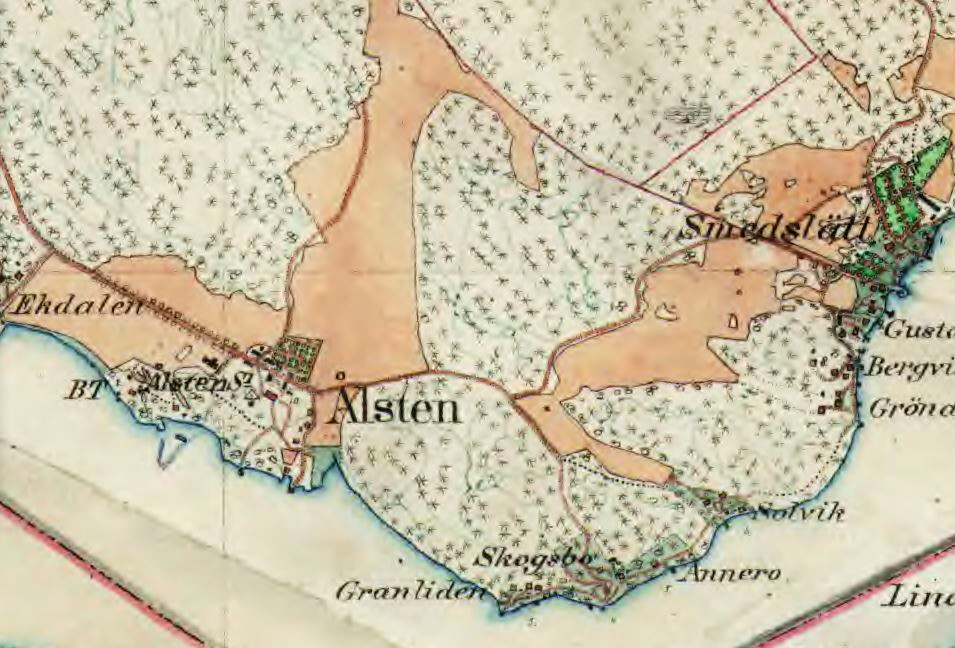
Ålsten och Smedslätten 1900.

År 1809 köptes Nedre Smedslätten av änkefru Anna Margareta Lundberg och därmed upphörde vara torp, det hade istället blivit en gård. Släkten Lundberg var välkänd inom hattmakarskrået. Hennes make, Johan Anders Lundberg (död 1800) var ålderman och borgare, hade gift sig 1787 med Anna Margareta Schmidt. Lundberg var mycket förmögen och ägnade sig bland annat åt fastighetsaffärer. Makarna hade fem barn, varav två blev hattmakare. När fru Lundberg, som var bosatt i Stockholm, arrenderat de båda torpen i Smedslätten, uppfyllde hon sin önskan att kunna skaffa sig en malmgård.
Fru Lundberg arrenderade 1818 även Övre Smedslätten och samma år köpte hon av Johannelunds ägare, änkefru Antoinette Johanna Keijser, ett stycke hagmark vid Alviken, ett nära halvt geometriskt tunnland bergbunden mark. Denna hage, som sträckte sig till den mark enkefru Lundberg på Smedslätten innehafver, var ett tillägg till den enklav mellan Alviks gård och nuvarande Tranebergsstrand, som redan tidigare hörde till Smedslätten. Tillsammans med en åker, som redan tidigare disponerats av Nedre Smedslätten, bildade detta område en enklav, som kom att höra till Smedslätten ända tills Stockholms stad köpte Alviken år 1908. Om vart denna mark hörde och vem som ägde den tvistades det mycket om mellan arrendatorerna på Smedslätten och Alvik. 
År 1810 lät fru Lundberg uppföra både en mangårdsbyggnad och ekonomibyggnader för lantbruket samt boningshus för dem, som arbetade på gården. På gården bodde tre män och fem kvinnor, varav tre var befriade från mantalspengar. Kreatursbeståndet var två hästar och tio kor. Mangårdsbyggnaden låg 45 meter från Mälarens strand. Byggnaden bestod av två våningar och vind samt innehöll på nedre våningen förstuga, tambur, sal och fyra rum och på vinden fyra rum och pigkammare. Byggnaden var gulmålad och hade brutet tak. Fru Lundberg lyckades förvandla det gamla torpet Nedre Smedslätten till en välrenommerad malmgård. Under Theorells tid som arrendator utökades Smedslättens ägor 1834 med drygt 10 tunnland. Samma år uppfördes ett nytt fähus, inrett för 8 kor med foderskulle ovanpå, samt ett foderhus, som var sammanbyggt med fähuset. Fram till 1860 stod detta hus oförändrat kvar.

### Gården under Sunnerdahl

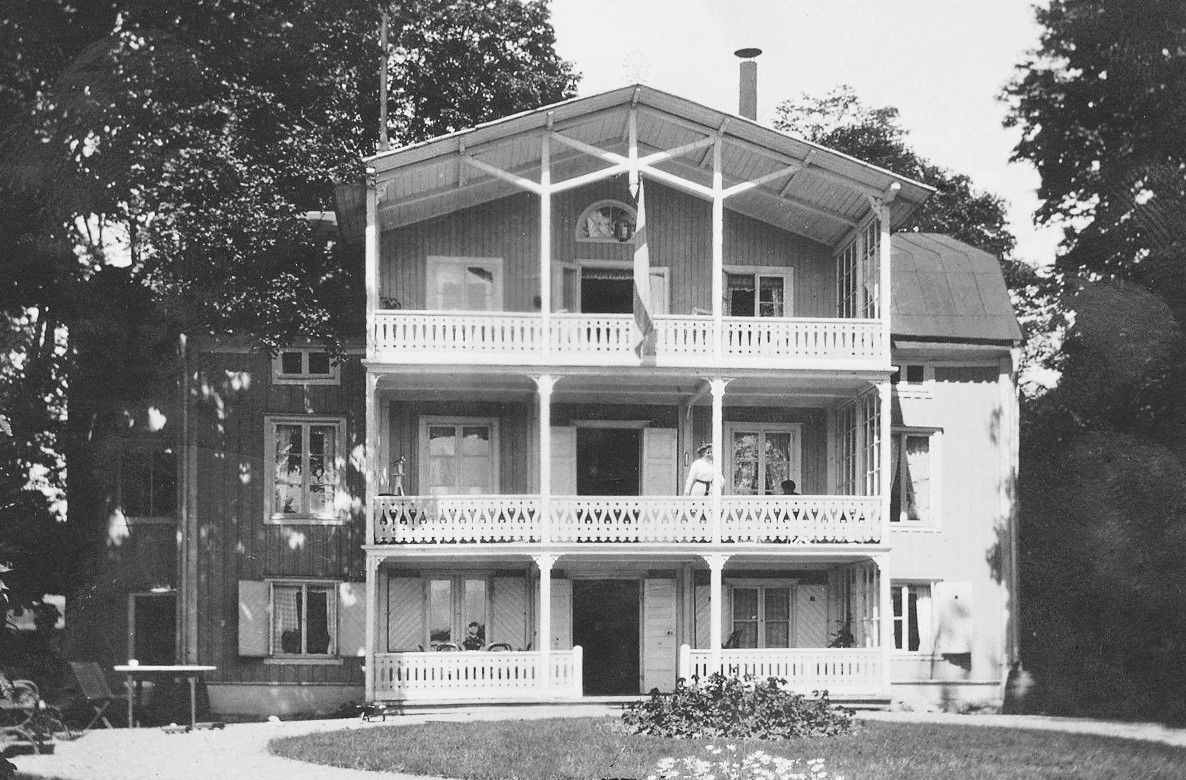
Smedslättens gård den 17 juli 1910.

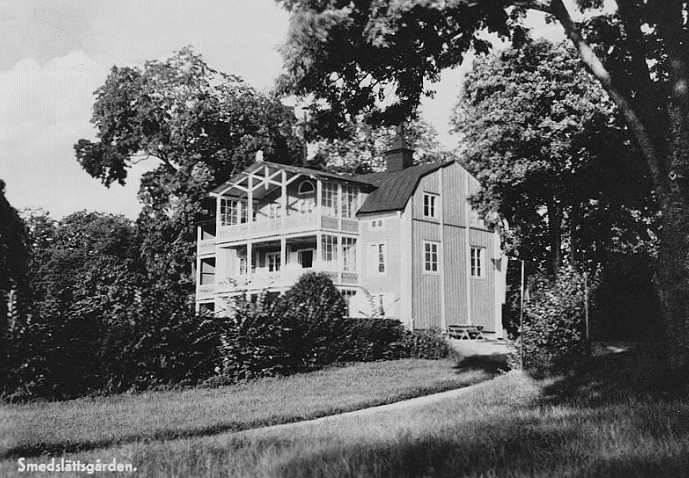
Huvudbyggnaden omkring 1940.

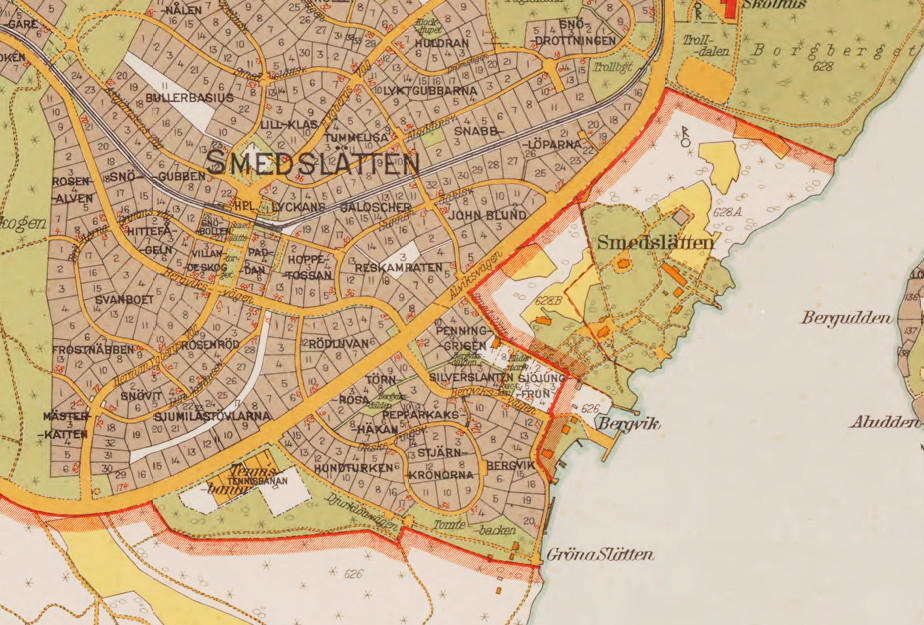
Smedslätten på 1930-talet.

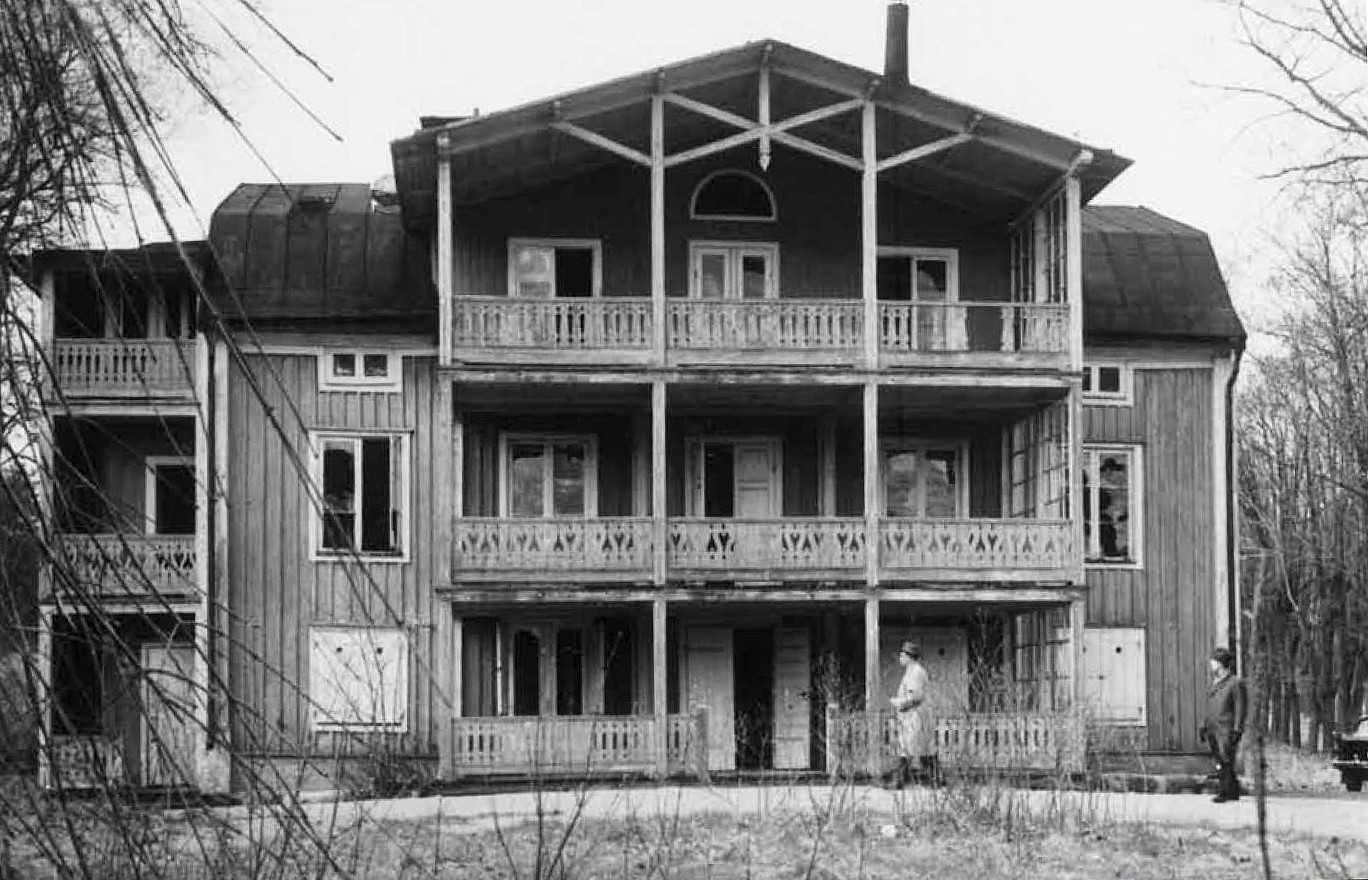
Huvudbyggnaden i förfall, 1960.

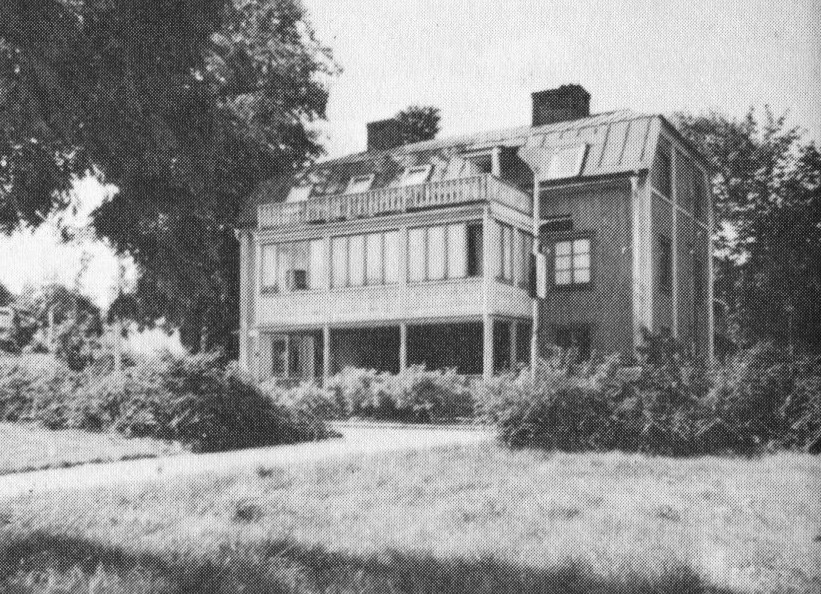
Huvudbyggnaden efter 1960-talets renovering genom Höjer & Ljungqvist.

Anna Margareta Lundberg avled 1832 och hennes arvingar sålde samma år Smedslätten. Därefter passerade ett antal olika ägare innan gården kom i familjen Sunnerdahls ägo 1858. Arvingarna sålde gården till kammarherren Ivar Aminoff. Under Aminoffs två år som ägare, 1832-1834, arrenderade han ut gården till löjtnant B Trolle. Under de följande åren efterträddes Aminoff 1834-1837 av boktryckare och  tidningsman Johan Peter Theorell (1791-1861), som även var arrendator 1837-1841, det vill säga Theorell arrenderade gården av professor Ronander under de åren.
En av de mer kända ägarna under mellanperioden var överläkaren vid Serafimerlasarettet Carl Wilhelm Henrik Ronander (1794-1847), som ägde Smedslätten 1837-1841. Läkaren Carl Wilhelm Henrik Ronander var en framgångsrik person, han arbetade både som medicinare och psykiater samtidigt som han var ledamot av Vetenskapsakademien och gav ut flera medicinska skrifter. Under hans tid skedde vissa förändringar på gården liksom under 1840-talet då efterträdaren, grosshandlare A R Rubach, var fastighetsägare åren 1841-1857. 
Alla hus utom huvudbyggnaden revs 1842 och ersattes med ett nytt stort boningshus och en ladugård i vinkel för 14 kor med höns, stall, tröskloge och mangelbod. Ägare var då grosshandlaren A R Rubach, som uppenbarligen ville öka lantbruket. I slutet av 1850-talet reparerade änkefru Hedvig Charlotta Sunnerdahl huset. Taket höjdes och en vindsvåning inreddes något senare. En öppen veranda i schweizerstil byggdes mot sjösidan. Taket och verandan kanske byggdes av sonen, grosshandlare Anders Peter Emil Sunnerdahl, som ärvde Smedslätten 1879. Han var rikt gift och ekonomiskt framgångsrik. Han var gift med Hedda Ulrika Francke, som avled 1865.
År 1842 uppfördes dessutom en byggnad i öppen fyrkant, omkring 150 meter öster om mangårdsbyggnaden. Den innehöll i västra flygeln ett fähus för 14 kor med fodergång mitt i huset, och ett stort hönshus i fem avdelningar med foderskulle ovanpå. Södra delen innehöll tröskloge och sädesgolv. Östra flygeln innehöll mangelbod, slöjd- och vagnshus. På 1850-talet gjordes vissa förändringar och förbättringar. Bland annat förlängdes träbyggnaden och omdisponerades till bostad för arbetarna på gården, dock med bibehållen bagarstuga. Grosshandlare A R Rubach tycks inte ha arrenderat ut gården. Han lämnade en modern och välutrustad gård, när han enligt köpebrev 1857 sålde Smedslätten till hyrkusken M. Christiansson, som sedan ägde gården 1857-1858. Christiansson i sin tur sålde 1858 frälsesäteriet till änkefru Hedvig Charlotta Sunnerdahl för 2 100 riksdaler riksmark. 
År 1858 köptes Smedslättens gård med omgivningar av Hedvig Charlotta Sunnerdahl och användes av henne som sommarnöje. När hon dog 1879 ärvdes gården av hennes son, grosshandlare (i papper) Emil Sunnerdahl. När han avled 1908 efterlämnade han en stor förmögenhet, inklusive Smedslättens egendom till sin dotter, den sedermera välkände filantropen Magna Sunnerdahl. Hon förblev ogift och barnlös. Det är framför allt familjen Sunnerdahl genom bland andra Magna Sunnerdahl, som har satt tydliga spår efter sig på Smedslätten och familjen ägde gården i tre generationer fram till 1935.

### Stockholms stad blir ägare
När Stockholms stad av fröken Magna Sunnerdahl inköpte egendomen Smedslätten 1922 behöll hon i sin ägo ett område mellan Alviksvägen och Mälaren. Den norra delen uppläts av staden för bland annat villabebyggelse. Det kvarvarande Sunnerdahlska området, Smedslättens gård med närmast omgivande mark, omgärdades då av ett högt svartmålat staket med spetsiga järnstolpar. Ingången till "den förtrollade trädgården" var genom järngrindarna vid Alviksvägen 131. Inom Smedslättens gårds område fanns då, förutom själva gården, en handelsträdgård, där trädgårdsmästaren sålde blommor och grönsaker, och en trädgårdsmästarbostad, som hade byggts 1909. Denna del av gården inköptes på 1950-talet av byggmästare Lars Erik Lundberg på L E Lundbergföretagen, som åren 1961-1965 uppförde ett påkostat radhusområde efter ritningar av Höjer & Ljungqvist. Sture Ljungqvist bodde själv i ett av radhusen. Mangårdsbyggnaden kom i stadens ägo men förföll under flera decennier. Sedan 1960-talet har huset hyrts ut som kontor. Fastigheten såldes 2012 till en bostadsrättsförening med tre lägenheter.

## Gårdsbebyggelsen
Den nuvarande byggnaden Smedslättens gård anses ha tillkommit i slutet av 1700-talet, enligt förre riksantikvarien Gösta Selling. Det är ett panelat trähus med vita pilastrar och uppfört i den tidens typiska sengustavianska stil med brutet tak. Under Hedvig Charlotta Sunnerdahls tid på 1860-talet hade huvudbyggnaden två våningar och utbyggd vind. Första våningen innehöll två förstugor, sal, salong, tre boningsrum, kök och stort skafferi. Andra våningen innehöll förstuga, sal, salong och tre rum. På vinden fanns fyra rum. Välarbetade spiraltrappor förenade våningarna. Den största förändringen var säkerligen den veranda med balkong under tak, skurna barriärer och glasade sidor. Det påkostade boningshuset bedömdes vara i utmärkt gott stånd och värderades i brandförsäkringen till 10 000 riksdaler riksmark. 
Vid sjöstranden tillkom vid den här tiden också ett lusthus i form av ett på båda sidor ett öppet tempel ovanpå, under tak av järnplåt med en utvändig spiraltrappa, som ledde upp till templet, samt en smedja. Totalt värderades husen till 15 000 riksdaler riksmark. Övriga byggnader, som inte längre ingick i försäkringen, var tvättstuga, mangelbod, slöjdstuga, hönshus, två avträden och vedbod samt ladugårdshus, som innehöll stall, loge, lador, vagnslider och spannmålsbod samt smedja, belägen 105 meter från boningshuset. Efter 1868 byggdes ytterligare några hus på gården, det var trädgårdsmästarbostad och växthus, andra hus revs.
På grund av sitt kulturhistoriska värde har byggnaden bevarats såsom stadsantikvarien Gösta Selling föreslagit. I början av 1960-talet var huset mycket förfallen och vandaliserat. En genomgripande restaureringen skedde på 1960-talet efter ritningar av arkitektfirman Höjer & Ljungqvist. Ett avtal rörande upprustningen slöts mellan staden och Höjer & Ljungqvist där arkitektfirman bekostade hela arbetet mot ett 25-årigt hyresavtal och en symbolisk hyra till staden. Den fasta inredningen med öppna spisar, kakelugnar, tapeter och möbler bildade innan renoveringen fortfarande en miljö av sällsynt enhetlig och borgerligt hemtrevlig karaktär (Selling). Däremot fann han den stora glasverandan som tillkom efter renoveringen klumpig och vanställer exteriören. Invändigt saknas i dag samtliga kakelugnar och inredningssnickerier från tiden före 1960 och enbart den murade köksspisen med bakugn finns kvar. Vid ombyggnaden som utfördes åren 2013-2014 enligt ritningar av Nyréns Arkitektkontor finns åter ett trapphus vid västra fasaden och södra fasaden har fått en inglasad veranda i tre våningar.

## Nutida bilder

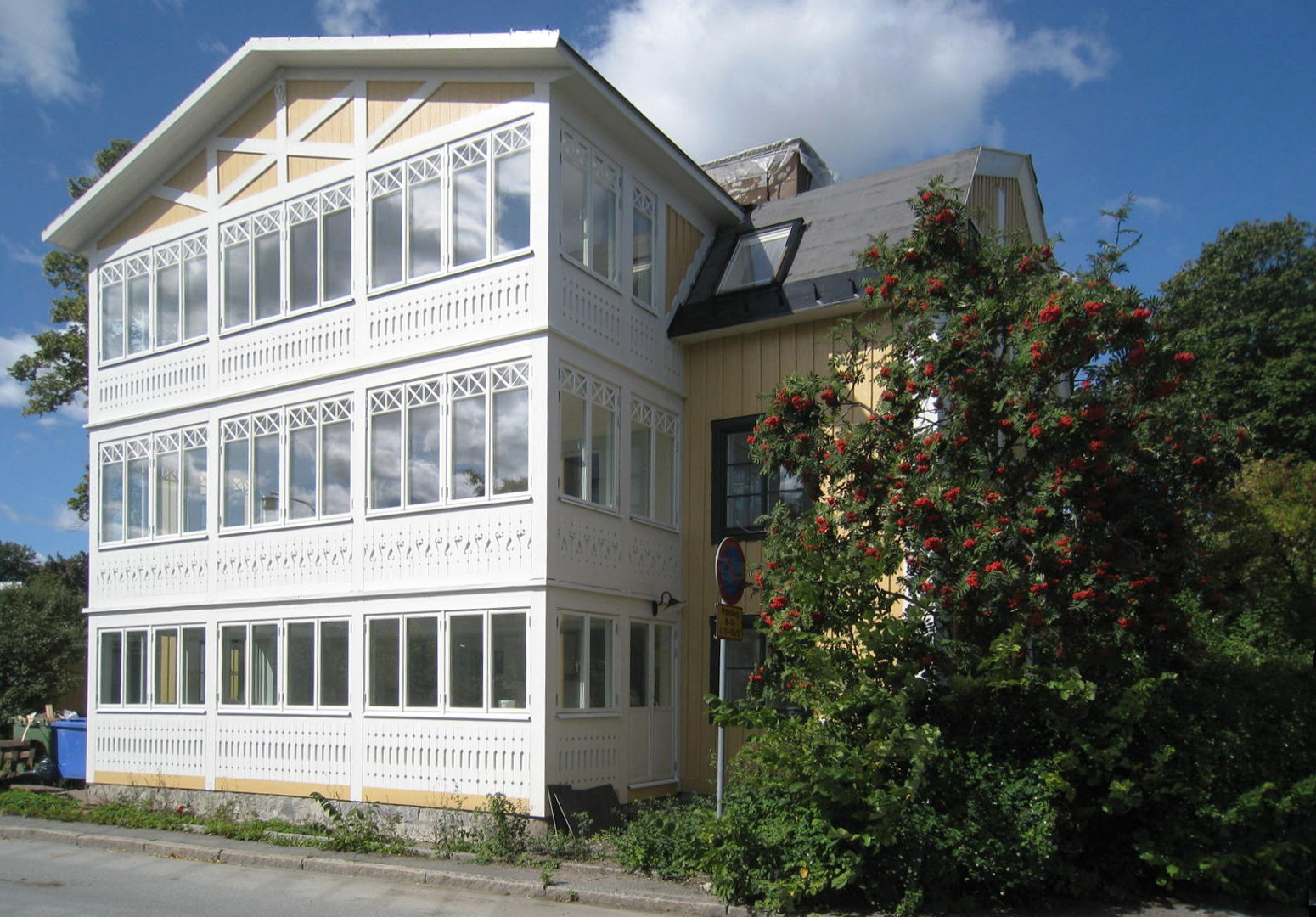
Glasverandan mot Mälaren i söder.
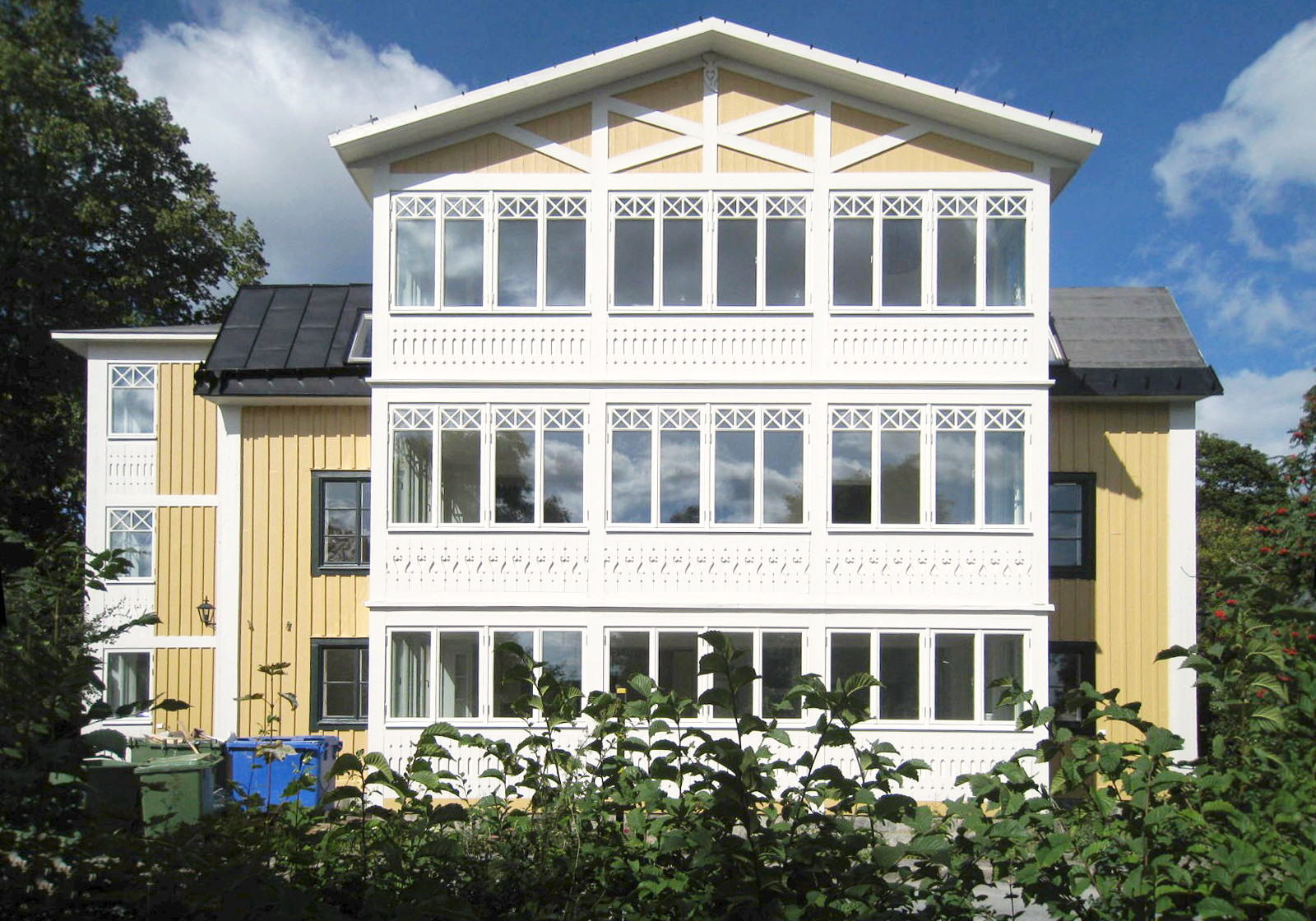
Södra fasaden.
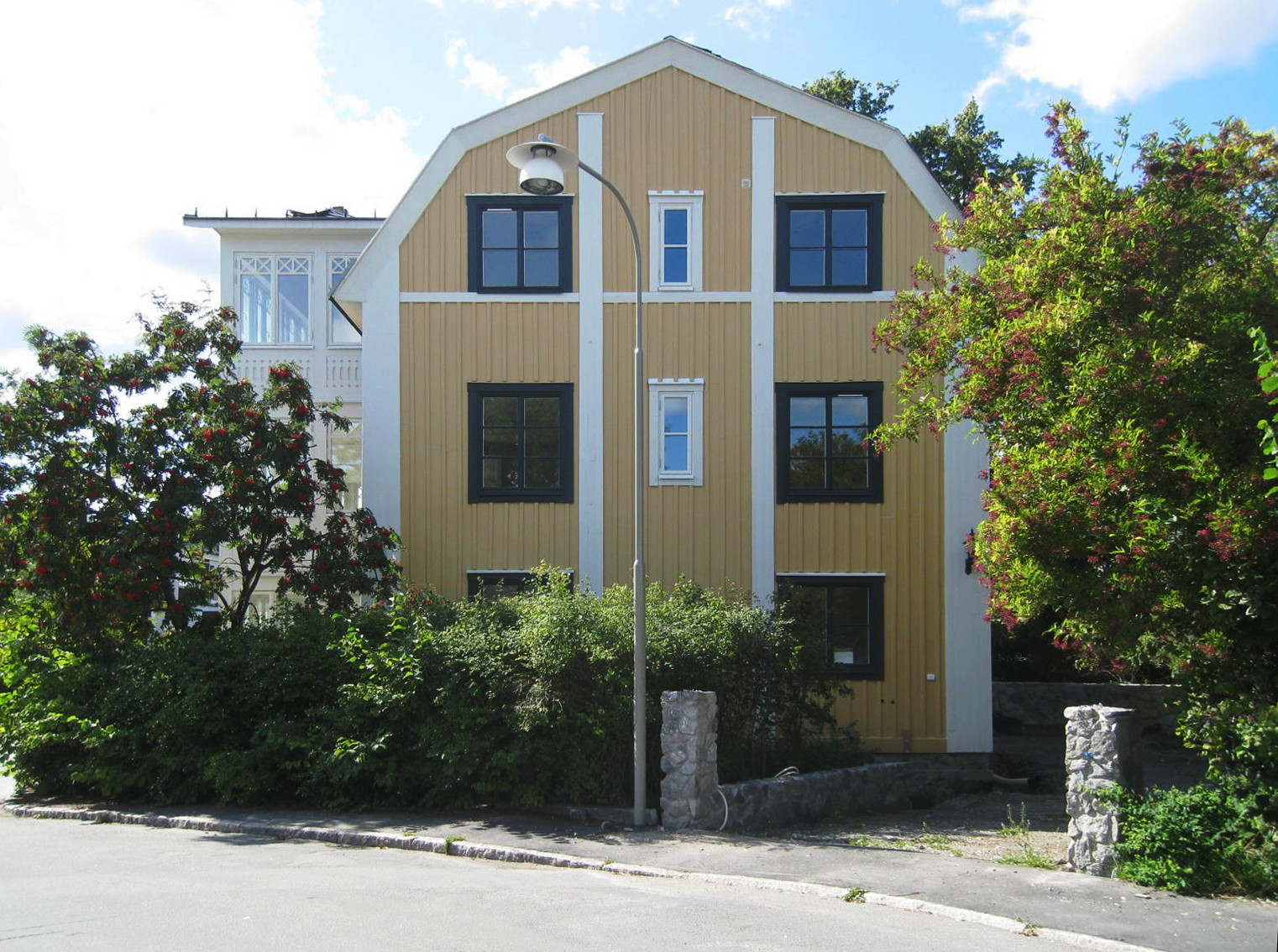
Östra fasaden.
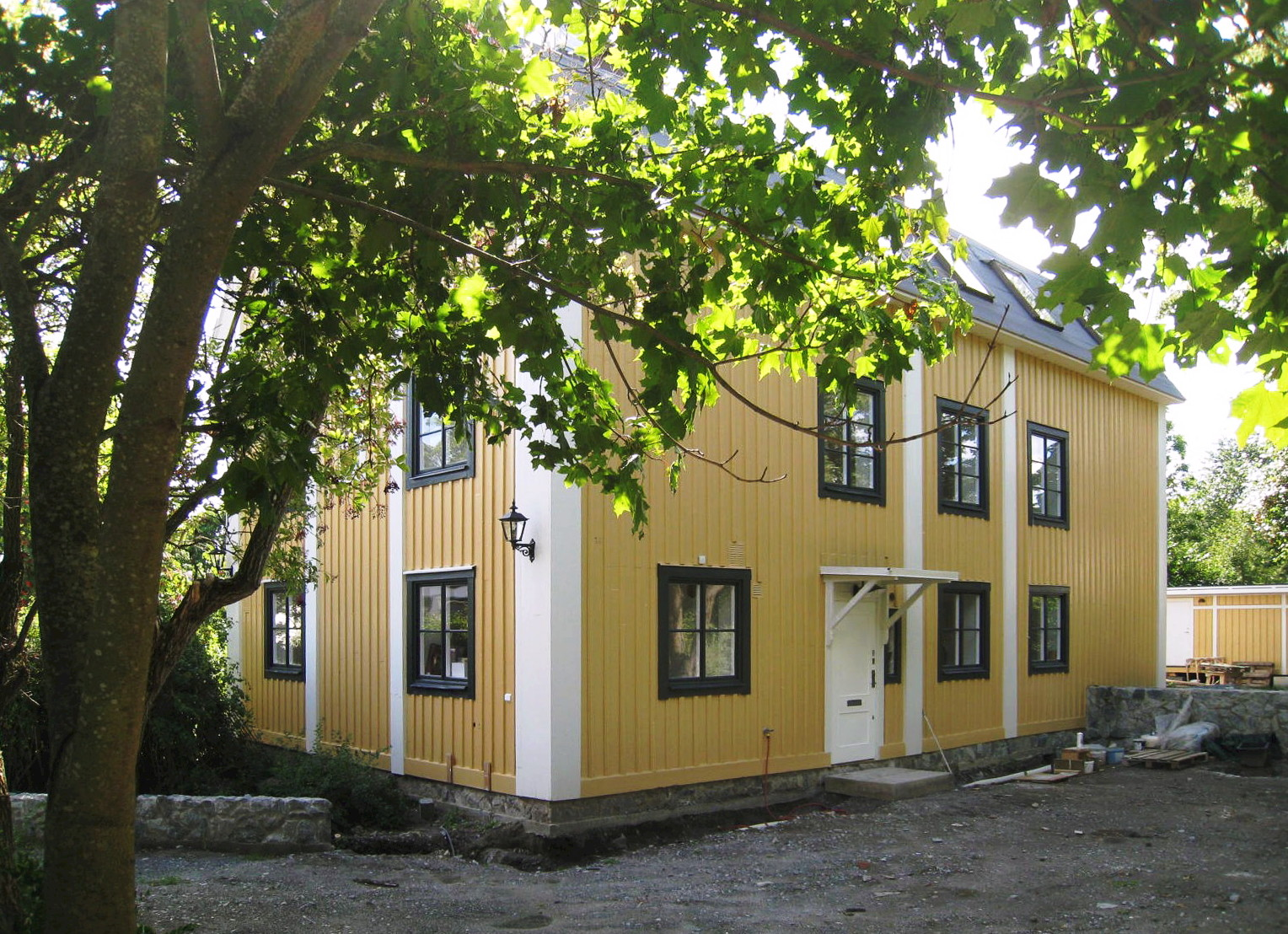
Nordöstra fasaden.
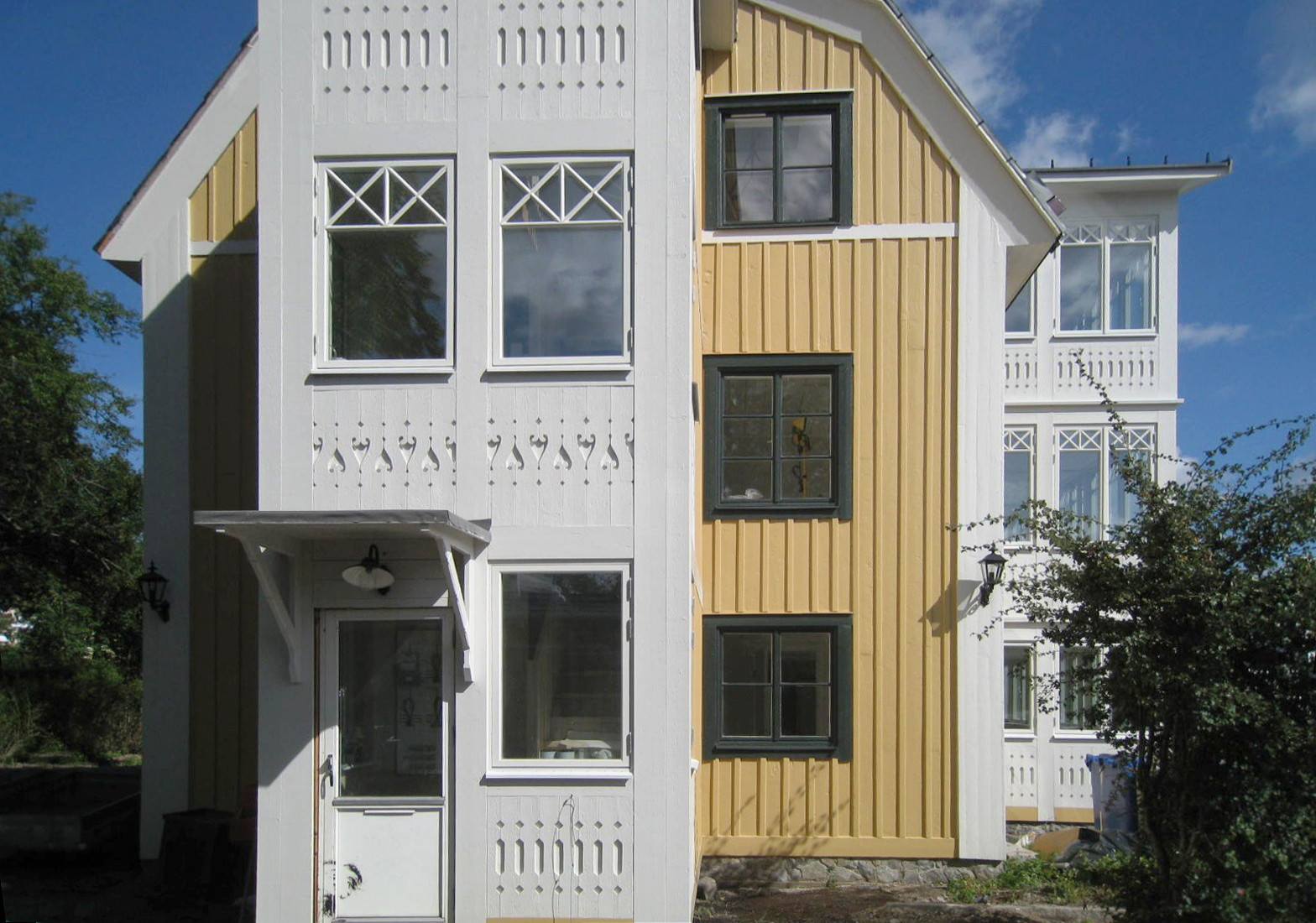
Västra fasaden med trapphuset.

## Ägarlängd

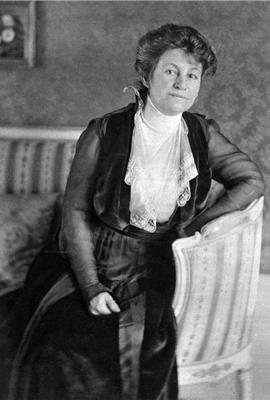
Magna Sunnerdahl på Smedslätten.

- 1710 Smedslätten nämns som torp under Ulvsunda.
- 1810 Anna Margareta Lundberg (död 1832) köper Smedslätten.
- 1810 ca Huvudbyggnaden uppförs.
- 1832 Ivar Aminoff, kammarherre, köper.
- 1834 Johan Peter Theorell (1791-1861), boktryckare, tidningsman, köper.
- 1830-tal Huset får gulmålad ytterpanel.
- 1837 Carl Wilhelm Henrik Ronander (1794-1847), överlärare, professor, köper.
- 1841 A R Rubach, grosshandlare, köper.
- 1857 M Christiansson, hyrkusk, köper. Den Sunnerdahlska släkten ägde Smedslättens gård under åren 1856-1935.
- 1858 Hedvig Charlotta Sunnerdahl köper egendomen.
- 1879 Emil Sunnerdahl (1826-1908), grosshandlare, ärver efter sin mor.
- 1908 Magna Sunnerdahl (1863-1935), dotter till grosshandlare Emil Sunnerdahl, ärver gården efter sin far.
- 1922 Norra delen av markområdet säljs till Stockholms stad.
- 1935 Magna Sunnerdahl avlider och sterbhuset säljer resten av marken till privata byggherrar. Huvudbyggnaden köps av Stockholms stad.
- 1960-tal Huvudbyggnaden rustas upp efter en tids förfall och byggs om av Höjer & Ljungqvist till deras kontor.
- 1990-tal till 2012 Stockholms stad hyr ut lokalerna som kontor.
- 2012 Huvudbyggnaden säljs av Stockholms stad till en bostadsrättsförening som rustar upp och inrättar tre lägenheter i huset.